# 七星街道 (双鸭山市)
七星街道，是中华人民共和国黑龙江省双鸭山市宝山区下辖的一个乡镇级行政单位。

## 行政区划
七星街道下辖以下地区：
星河社区、星旺社区、星盛社区、星隆社区、星福社区和星吉社区。